# Shahid Afridi
Sahibzada Mohammad Shahid Khan Afridi, también conocido como Boom Boom Afridi, nacido el 1 de marzo de 1980 en la Agencia Khyber y conocido popularmente como Shahid Afridi, es un jugador de críquet de Pakistán. Juega para el equipo nacional de Pakistán en el circuito internacional. 
Hizo su debut ODI el 2 de octubre de 1996 en Nairobi (Kenia) y su debut Test del 22 de octubre de 1998 contra Australia en Karachi.Batió el récord de 100 corridas con solo 37 pelotas en su segundo partido, un récord que hasta hoy no se ha podido superar. Se le conoce por su estilo de bateo agresivo, y actualmente tiene la mayor tasa de paro de carrera en la historia internacional del cricket. En una encuesta reciente, Afridi fue nombrado como el jugador de críquet más popular en Pakistán.
Actualmente es capitán de Pakistán. Recibe el apodo de Boom Boom.

## Familia
Afridi proviene de una familia pastún.